# Martin Helfer
Martin Helfer (Brunico, 13 maggio 1977) è un ex hockeista su ghiaccio italiano, che ha militato per tutta la sua carriera come difensore nell'HC Brunico, poi divenuto HC Val Pusteria.
Il fratello minore Armin è a sua volta un giocatore di hockey su ghiaccio.